# Brievabradys
Brievabradys es un género de perezoso terrestre perteneciente a la familia Mylodontidae (castellanizada como milodóntidos), que vivieron en el continente americano durante la era Cenozoica. Este género fue descubierto en el yacimiento fósil de La Venta, en la zona central de Colombia, en estratos del desierto de la Tatacoa (departamento de Huila, formación geológica La Victoria), con una antigüedad aproximada de 13 a 11 millones de años, por lo que datan de mediados del período Mioceno. Breviabradys fue descrito a partir de un cráneo fosilizado y restos craneales adicionales hallados en dicha zona, actualmente conservados en el Museo Geológico José Royo y Gómez de INGEOMINAS, en Bogotá. Este género de perezoso se caracteriza por su pequeño tamaño (similar al del actual perezoso de dos dedos Choloepus y la mitad de grande que el perezoso extinto Orophodon, con el que comparte similitudes), un cráneo poco expandido hacia atrás, mandíbula corta y robusta, sin diastema entre los dientes, mientras que los primeros de estos poseían una forma similar a la de dientes caninos, lo que permitió definirlo como nueva especie a la que le fue asignado el nombre binomial de Brievabradys laventense, nombre genérico que podría traducirse como "perezoso de los Brieva", haciendo referencia a dos académicos de la Universidad Nacional de Colombia, los hermanos Eduardo y Jorge E. Brieva, añadido al griego bradys que traduce "lento" o perezoso, mientras que el específico remite a la quebrada La Venta, de donde viene el nombre del yacimiento fósil entero, donde coexistió con otros perezosos como el megatérido Huilabradys y el milodóntido primitivo Pseudoprepotherium.
Es de destacar que los restos de esta especie ya eran conocidos desde hacía un tiempo, pero su semejanza con otros miembros de la superfamilia Mylodontoidea había llevado a que los primeros restos craneales referidos - no tan completos como el holotipo de Brievabradys - fueran identificados con el género argentino Glossotheriopsis, siendo directamente asignados a la especie ya descrita de este G. pascuali; exámenes posteriores mostrarían que, no obstante su parecido general, tenían características diferentes, especialmente en el acortamiento del hocico, ventanas nasales más anchas y bajas, y diferencias en las características de sus dientes molariformes. Estas características, de acuerdo con la publicación original, indican que Brievabradys y Glossotheriopsis pertenecen a la subfamilia Mylodontinae de la familia Mylodontidae, estando ambas relacionadas a su vez con la especie Orophodon hapaloides, que se supone define a la familia Orophodontidae, por lo que esta familia podría ser invalidada e incluida dentro de Mylodontidae.